# Bernard Kouchner

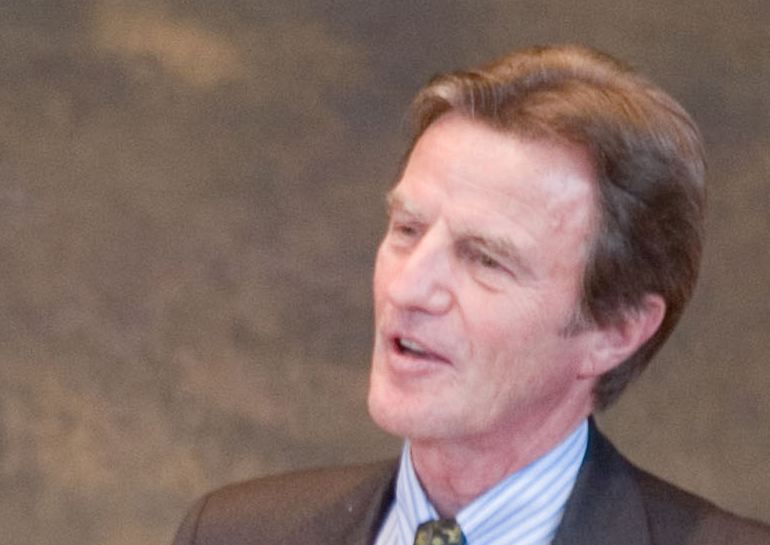
Bernard Kouchner an der Universität Freiburg, Schweiz (2006)

Bernard Kouchner ([bɛʁnaʁ kuʃ'nɛʁ]) (* 1. November 1939 in Avignon) ist ein französischer Politiker und Arzt. Er war 1971 Mitgründer von Médecins sans Frontières (Ärzte ohne Grenzen) und 1980 von Médecins du Monde.
Vom 18. Mai 2007 bis 14. November 2010 war er französischer Außenminister und Minister für Europäische Angelegenheiten in der Regierung von François Fillon, in der zweiten Jahreshälfte 2008 außerdem Präsident des Rats der Europäischen Union. Zuvor war er 1992–1993, 1997–1999 und 2001–2002 französischer Minister bzw. Staatssekretär für Gesundheit und von 1994 bis 1997 Mitglied des Europäischen Parlaments. Von Juli 1999 bis Januar 2001 war er Sonderbeauftragter des UN-Generalsekretärs für die Interimsverwaltung im Kosovo (UNMIK). Bis zu seinem Parteiausschluss 2007 gehörte Kouchner dem Parti socialiste an.

## Herkunft, Ausbildung und Anfänge seines Engagements
Kouchner ist der Sohn eines jüdischen Vaters, des Arztes Georges Kouchner (geboren in Paris 1911–1999), dessen Eltern (Samuel und Rachel, geborene Tzinmann) aus Litauen stammten und 1944 in Auschwitz ermordet wurden, und einer protestantischen Mutter, Léone Marie Kouchner, geborene Mauric (1911–2009). Er ist Gastroenterologe. Seine politische Laufbahn begann als Mitglied des Parti communiste français, aus dem er 1966 ausgeschlossen wurde.

## Arbeit als Arzt und humanitäre Hilfe
1968 arbeitete er als Arzt für die Organisation Secours médical français (SMF) in der nigerianischen Provinz Biafra. Der dortige Bürgerkrieg wurde zu einem Schlüsselerlebnis für Kouchner. Angesichts von Leid und Hunger und der Grausamkeit der Soldateska wollte er sich nicht an das vom SMF geforderte Schweigegebot halten, das ihm nicht mit dem Eid des Hippokrates vereinbar schien. „Unparteilichkeit ja, Neutralität nein.“ So diente ihm die humanitäre Aktion auch dazu, Unterdrückung und Verbrechen sichtbar zu machen.
1971 gründete er zusammen mit weiteren Medizinern die nichtstaatliche Organisation (NGO) Médecins sans Frontières (Ärzte ohne Grenzen), die aus dem Secours médical français hervorging. Wegen Meinungsverschiedenheiten mit dem Direktor von Médecins sans Frontières, Claude Malhuret, trat er aus der Hilfsorganisation aus und gründete 1980 Médecins du Monde. Kouchners „french doctors“ wurden bald in vielen Konflikt- und Krisengebieten zu einem Begriff, ebenso wie sein Glaube an das Recht, ja, die Pflicht, sich einzumischen, um das Elend der Menschen in aller Welt zu bekämpfen. „Das Recht auf humanitäre Intervention (droit d’ingérence humanitaire) geht vor. Im Zweifelsfall sogar vor staatliche Souveränität.“
1977 unterschrieb Kouchner wie etwa sechzig andere Intellektuelle, darunter Simone de Beauvoir, Jean-Paul Satre, Gilles Deleuze, Guy Hocquenghem, Louis Aragon, Roland Barthes und Philippe Sollers, einen Appell zur Entkriminalisierung der Pädophilie in Frankreich, der in den Zeitungen Libération und Le Monde erschien. Initiator des Appells war der Schriftsteller Gabriel Matzneff. Anlass war der Prozess gegen drei Männer, die wegen Unzucht mit zwölfjährigen Jungen und Mädchen strafrechtlich verurteilt wurden. In der Rückschau auf die 1970er Jahre erregte der Appell in den 2020er Jahren Unverständnis und Empörung in der Öffentlichkeit. Auch im Ausland wurde darüber nun berichtet.
Kouchner trat für ein Langzeitkonzept internationaler humanitärer Einmischung ein. 1993 gründete er deshalb die Stiftung Fondation pour l’action humanitaire. Er ist Autor einer Reihe von Büchern mit hauptsächlich medizinisch-humanitären und politischen Themen.

## Politische Karriere
Staatspräsident François Mitterrand ernannte nach seiner Wiederwahl im Mai 1988 Bernard Kouchner, der zu diesem Zeitpunkt nicht Mitglied einer politischen Partei war, zum Staatssekretär für soziale Integration (dem Arbeits- und Sozialminister Michel Delebarre zugeordnet) im Kabinett des Premierministers Michel Rocard. Diese Position behielt Kouchner unter Rocards Nachfolgerin, Édith Cresson. Im Kabinett Bérégovoy wurde Kouchner Minister für Gesundheit und humanitäre Hilfe und hatte dieses Amt bis zum Regierungswechsel im März 1993 inne.
Bei der Europawahl 1994 kandidierte Kouchner, weiterhin parteilos, auf der von Michel Rocard angeführten Liste des Parti socialiste (PS). Er wurde Europaabgeordneter und war im Europäischen Parlament von 1994 bis 1997 Vorsitzender des Ausschusses für Entwicklung und Zusammenarbeit. Zudem gehörte er dem Unterausschuss Menschenrechte an, war Delegierter für die Beziehungen zur Volksrepublik China und Mitglied der paritätischen Versammlung des AKP-EU-Abkommens.
Anfang 1996 trat er dem kleinen linksliberalen Parti radical-socialiste (PRS) bei, der unter Führung des Unternehmers Bernard Tapie einen kurzzeitigen Höhenflug erlebte. Kouchner wurde parteiintern zum stellvertretenden Vorsitzenden für politische Innovation ernannt. Anschließend wechselte er auch im EU-Parlament von der sozialdemokratischen Fraktion in die Fraktion der Radikalen Europäischen Allianz (ERA). Zugleich trat er für die von der französischen Mitte-rechts-Regierung unter Premierminister Alain Juppé initiierten Reformen zur sozialen Sicherheit ein.
Nach dem Sieg linker Parteien bei der französischen Parlamentswahl im Juni 1997 legte Kouchner sein Mandat im EU-Parlament nieder und trat als Staatssekretär für Gesundheit (unter Arbeits- und Sozialministerin Martine Aubry) der neuen Regierung bei (Kabinett Jospin). Nach dem Absturz Tapies und einem Bedeutungsverlust des PRS wechselte Kouchner 1998 in den Parti socialiste. Er stand sowohl Michel Rocard als auch Lionel Jospin nahe.
Von 1999 bis 2001 entsandte ihn der Generalsekretär der Vereinten Nationen, Kofi Annan, als Sondergesandten und Leiter der UNMIK in das Kosovo. Kouchner war persönlich befreundet mit dem brasilianischen Diplomaten und UN-Hochkommissar für Menschenrechte, Sérgio Vieira de Mello.
Im Februar 2001 kehrte Kouchner als beigeordneter Minister für Gesundheit in die französische Regierung zurück. Mit dem Gesetz über die Rechte der Kranken und die Qualität des Gesundheitssystems vom 4. März 2002, auch „loi Kouchner“ (Kouchner-Gesetz) genannt, wurde die Möglichkeit eines Antrags auf Haftaussetzung für Gefangene eingeführt, deren Gesundheitszustand mit der Haft nicht vereinbar ist („suspension de peine pour raison médicale“). Die Regelung führte insbesondere durch die Anwendung im Fall des Kriegsverbrechers Maurice Papon zu einer öffentlichen Kontroverse.

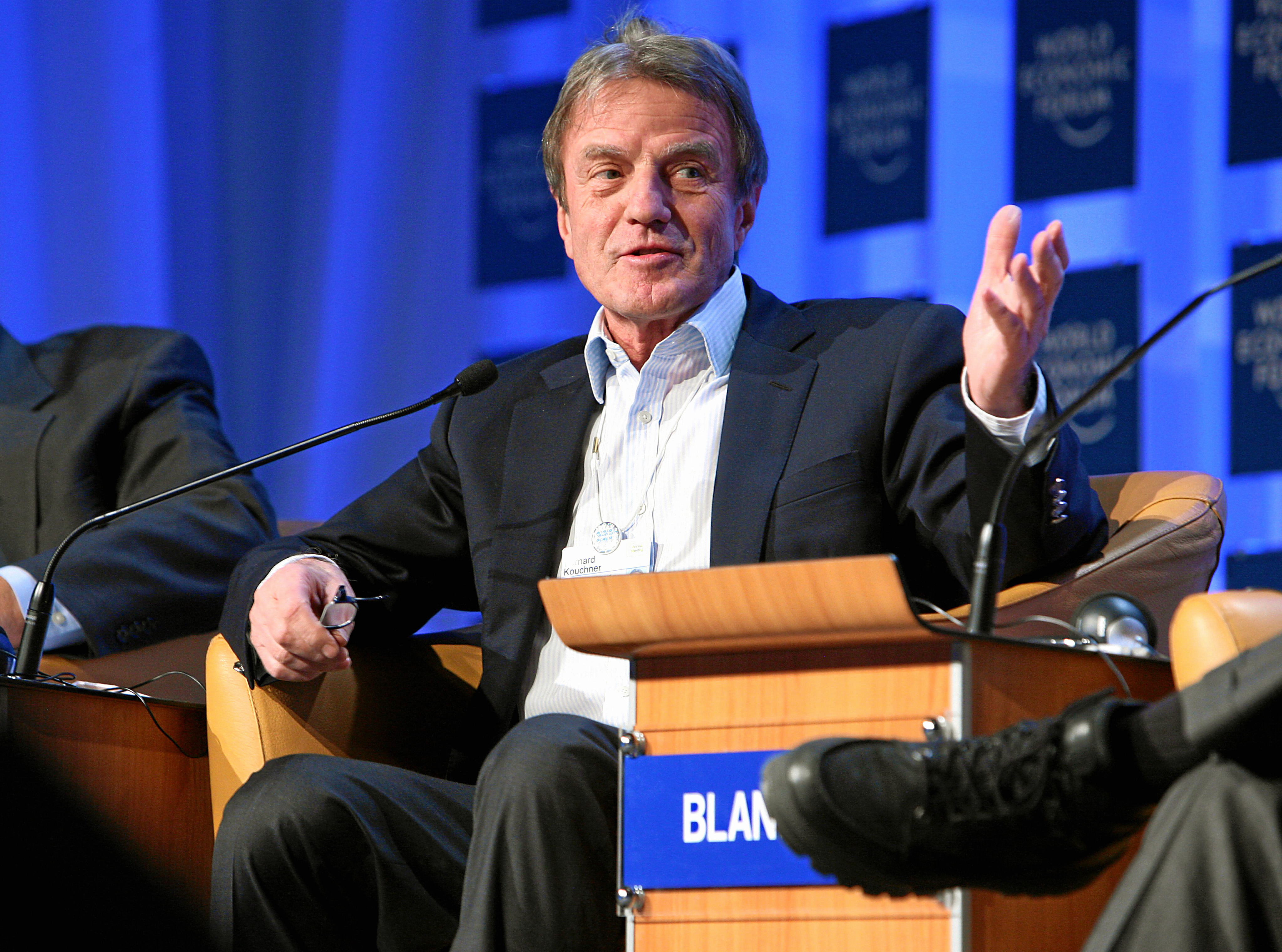
Kouchner beim Weltwirtschaftsforum 2008 in Davos

Der Konservative Nicolas Sarkozy (UMP) ernannte nach seiner Wahl zum Staatspräsidenten im Mai 2007 Kouchner zum Außenminister in der Mitte-rechts-Regierung unter Premierminister François Fillon. Dies war Teil einer von Sarkozy versprochenen „Öffnung“  seiner Regierung über politische Lagergrenzen hinweg. Kouchner war jedoch das einzige PS-Mitglied, das ein Ministeramt unter Sarkozy annahm. Unmittelbar darauf erklärte der Parti socialiste seinen Parteiausschluss: „Wer in diese Regierung eintritt“, verkündete Parteichef François Hollande, „ist ein rechter Minister und kann nicht gleichzeitig den Sozialisten angehören.“ Bei der Kabinettsumbildung im November 2010 schied Kouchner aus der Regierung aus, seine Nachfolgerin war Michèle Alliot-Marie von der UMP.

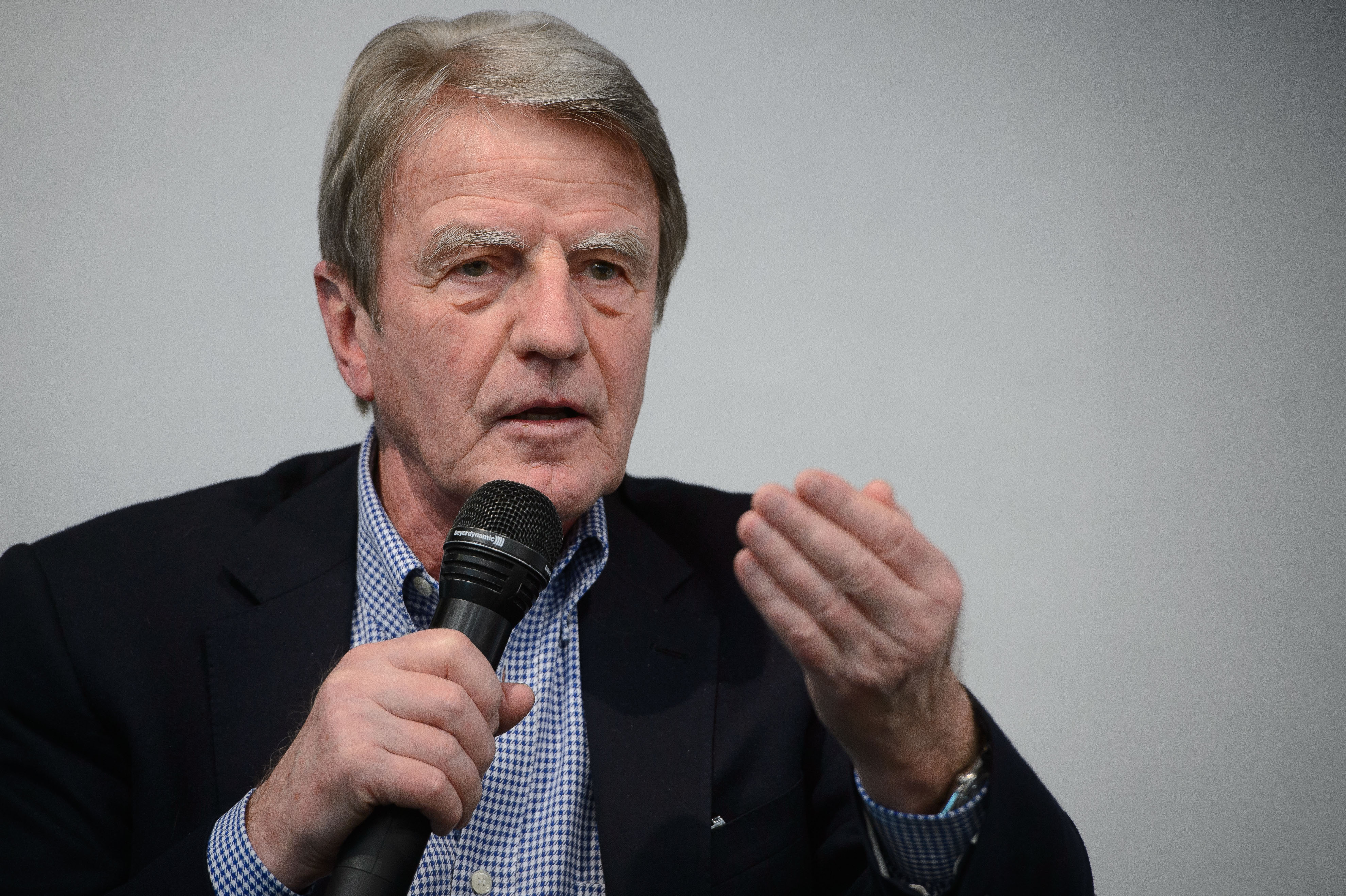
Kouchner bei einer Konferenz der Heinrich-Böll-Stiftung, 2015

Seit Mai 2015 ist Kouchner als fachlicher Leiter für die Agentur zur Modernisierung der Ukraine (AMU) tätig. Sein Ziel ist ein Modernisierungsprogramm für den medizinisch-humanitären Bereich dieses Landes. Am 20. Oktober 2024 sprach er am Radiosender Radio J bei Frédéric Haziza. Von den Taten der Hamas am 7. Oktober 2023 zutiefst angewidert, meinte er, von den Leuten angesichts der Bilder von Zerstörung, Tod und Katastrophe in Gaza nicht in Antisemitismus zu verfallen, sei etwas fast unmögliches zu verlangen.

## Politischer Lebenslauf
- 1988–1992 Staatssekretär für humanitäre Angelegenheiten
- 1992–1993 Minister für Gesundheit
- 1994–1997 Abgeordneter im Europäischen Parlament
- 1997–1999 Minister für Gesundheit und humanitäre Angelegenheiten
- 1999–2001 repräsentierender Administrator der Vereinten Nationen im Kosovo
- 2001–2002 delegierter Gesundheitsminister
- 2007–2010 Außenminister der französischen Regierung von Premierminister François Fillon

## Familie
In erster Ehe war Bernard Kouchner mit Évelyne Pisier, einer der ersten Professorinnen für Öffentliches Recht in Frankreich, verheiratet. Aus der Ehe gingen drei Kinder hervor: der 1970 geborene Julien sowie das Zwillingspaar Camille und Antoine, geboren 1975. Nach ihrer Scheidung heiratete Pisier den Verfassungsrechtler und Europa-Abgeordneten des Parti socialiste Olivier Duhamel. Dieser soll laut einem 2021 von Camille Kouchner veröffentlichten Buch, La familia grande, ihren Bruder Antoine in seiner Jugend sexuell missbraucht haben. Duhamel gestand die Taten ein. Bernard Kouchner soll erst 2011 von dem Missbrauch erfahren haben.
Seit Anfang der 1980er Jahre ist die Journalistin Christine Ockrent Kouchners Lebenspartnerin. Mit ihr hat er einen gemeinsamen Sohn, den 1986 geborenen Journalisten und Schauspieler Alexandre Kouchner.